# Carmine Giovinazzo
Carmine Dominick Giovinazzo (24. srpen 1973, Staten Island, New York, New York, USA) je americký herec.

## Životopis
Narodil se v rodině newyorských policistů, má italské, norské a britské předky. Vyrůstal v New Yorku, byl velký sportovec – preferoval baseball a hokej na kolečkových bruslích. Chtěl být profesionálním hráčem baseballu, ale kvůli zranění se dostal k herectví. V roce 1997 se přestěhoval do Los Angeles, krátce po tom, co se objevil ve své první roli v seriálu Buffy, přemožitelka upírů. Objevil se v mnoha filmech a seriálech jako Hra snů, Černý jestřáb sestřelen, Shasta McNasty, V rukách nepřítele. Jeho největší rolí je Danny Messer v seriálu Kriminálka New York.

## Filmografie
| Rok       | Název                                   | Role            | Poznámky                          |
| --------- | --------------------------------------- | --------------- | --------------------------------- |
| 1996      | Conception                              | Billy           |                                   |
| 1996      | No Way Home                             | Frankie Hamm    |                                   |
| 1997      | Buffy, přemožitelka upírů               |                 | díl: „Welcome to the Hellmouth“   |
| 1997      | Locomotive                              | Russ            |                                   |
| 1997      | Modrý Pacifik                           | Cody Fisher     | díl: „Matters of the Heart“       |
| 1998      | Fallen Arches                           | Frankie Romano  |                                   |
| 1998      | Billy's Hollywood Screen Kiss           | Gundy           |                                   |
| 1999      | The Big Brass Ring                      | mladý Billy     |                                   |
| 1999      | Providence                              | Kit             | díl: „Heaven Can Wait“            |
| 1999      | Hra snů                                 | Ken Strout      |                                   |
| 1999–2000 | Shasta McNasty                          | Scott           | 22 dílů                           |
| 2000      | Dům v kraji hrůzy                       | Frank Sarno     |                                   |
| 2001      | The Learning Curve                      | Paul Cleveland  |                                   |
| 2001      | UC: Undercover                          | C. C. Peters    | 1 epizoda                         |
| 2001      | Černý jestřáb sestřelen                 | Goodale         |                                   |
| 2002      | Kriminálka Las Vegas                    | Thumpy G        | díl: „Poslední kapka“             |
| 2002      | Machr - zpověď univerzitního bookmakera | T-Bone          |                                   |
| 2003      | Pledge of Allegiance                    | Frankie         |                                   |
| 2003      | Platonically Incorrect                  |                 |                                   |
| 2003      | Columbo                                 | Tony Galper     | díl: „Columbo má rád noční život“ |
| 2003      | Ten, kdo tě chrání                      | Glen Lightstone | díl: „The Line“                   |
| 2004      | V rukách nepřítele                      | Buck Cooper     |                                   |
| 2004      | Kriminálka Miami                        | Danny Messer    | díl: „Miami - New York - Nonstop“ |
| 2004–2013 | Kriminálka New York                     | Danny Messer    | hlavní role, 197 dílů             |
| 2008      | This Is Not a Test                      | Trey            |                                   |
| 2009      | Life Is Hot in Cracktown                | Junkie          |                                   |
| 2014–2015 | Graceland                               | Sid Markham     | 9 dílů                            |
| 2015      | Hráč                                    | Ray             | díl: „The Big Blind“              |
| 2016      | Myšlenky zločince                       | Andrew Meeks    | díl: „A Badge and a Gun“          |
| 2018      | Duke                                    | Dare            |                                   |